# Funk (Nebraska)
Pour les articles homonymes, voir Funk (homonymie).
Funk est un village du comté de Phelps, dans l'État du Nebraska, aux États-Unis. En 2020, il comptait une population de 175 habitants.